# Italia's Next Top Model (quarta edizione)
La  quarta edizione di Italia's Next Top Model è stata trasmessa su Sky Uno dal 31 marzo al 15 giugno 2011.
La conduttrice è, ancora una volta, la modella russa Natasha Stefanenko. Gli altri giudici sono Michael Giannini, Antonia Dell'Atte, top model e musa di Giorgio Armani, il fotografo Alberto Badalamenti e la giornalista di moda Giusi Ferré.
Le selezioni si sono svolte a gennaio e, per la prima volta nel format italiano, tra le finaliste vi è una concorrente transgender, Adriana Mazzarini.

## Cambiamenti
Il programma è ritornato alla precedente struttura senza pubblico in sala durante la cerimonia di eliminazione e senza la sfida in passerella tra le due aspiranti top model in ballottaggio. Inoltre il contratto nel premio finale è passato da un contratto con la d'Management Group ad un contratto con la Fashion Model Management Milano.

## Episodi

### Casting
Dopo i casting iniziali che hanno visto l'eliminazione di
| Nome                     | Età | Altezza | Città                         | Eliminata          |
| ------------------------ | --- | ------- | ----------------------------- | ------------------ |
| Kaline Basilio De Souza  | 22  | 177 cm  | Roma (originaria del Brasile) | Round 1 (ritirata) |
| Alice Amato              | 19  | 172 cm  | Palermo                       | Round 1            |
| Anna Ottino              | 19  | 175 cm  | Pralungo                      | Round 1            |
| Eleonora Varotti         | 22  | 172 cm  | Padova                        | Round 1            |
| Federica Teso            | 20  | 175 cm  | Eraclea                       | Round 1            |
| Lali Rusiyeva            | 18  | 173 cm  | Bologna                       | Round 1            |
| Marcella Ruvolo          | 18  | 178 cm  | Palermo                       | Round 1            |
| Maria Massi              | 21  | 175 cm  | San Giustino                  | Round 1            |
| Nunziata "Tania" Bambaci | 19  | 184 cm  | Barcellona Pozzo di Gotto     | Round 1            |

le 16 semifinaliste sono state divise in gruppi da 4, e a turno hanno dimostrato le loro capacità in passerella.
Oltre alle finaliste scelte via televoto, si è aggiunta Valeria, ragazza già entrata di diritto nel programma per aver vinto le selezioni via Internet.
Legenda:
     Non è stata scelta dal pubblico ed è andata alla fase Jolly.
     Non è stata scelta dal pubblico ed è stata salvata dalla giuria alla fase Jolly.
     Si è ritirata per motivi personali.
     Eliminata in precedenza, ha preso il posto di una ragazza ritirata.
     È stata eliminata definitivamente.
| Gruppo 1   | Gruppo    | Gruppo 3  | Gruppo 4   | Jolly      |
| ---------- | --------- | --------- | ---------- | ---------- |
| Rossella G | Lorenza   | Giulia    | Francesca  | Alice      |
| Ilaria     | Elizabeth | Ginevra   | Beatrice   | Rossella B |
| Bruna      | Veronica  | Benedetta | Adriana    | Laura      |
| Laura      | Alice     | Valentina | Rossella B | Valentina  |

La concorrente Elizabeth Reale si è rimossa dalla competizione per motivi personali e, al posto suo, è entrata nel programma Rossella Bersani che era già stata scelta dai giudici in caso di reintrodurre qualcuno nel programma.
Le ultime tre escluse sono quindi
| Nome            | Età | Altezza | Città          | Eliminata          |
| --------------- | --- | ------- | -------------- | ------------------ |
| Laura Cocchi    | 19  | 178 cm  | Cornate d'Adda | Round 2            |
| Valentina Pahor | 18  | 182 cm  | Gorizia        | Round 2            |
| Elizabeth Reale | 20  | 172 cm  | Bari           | Round 2 (ritirata) |

## Concorrenti finaliste

### In ordine di eliminazione
(L'età si riferisce al tempo di messa in onda del programma)
| Concorrente          | Età | Altezza | Provenienza                                   | Posizionamento |
| -------------------- | --- | ------- | --------------------------------------------- | -------------- |
| Lorenza Celentano    | 18  | 176 cm  | Napoli                                        | 14.            |
| Giulia Danieli       | 18  | 172 cm  | Cisterna di Latina                            | 13.            |
| Beatrice Pancaldi    | 21  | 176 cm  | Bologna                                       | 12.            |
| Rossella Gambi       | 20  | 176 cm  | Milano                                        | 11.            |
| Veronica Fracastoro  | 19  | 181 cm  | Verona                                        | 10.            |
| Adriana Mazzarini    | 24  | 178 cm  | Roma                                          | 9.             |
| Valeria Colosio      | 25  | 175 cm  | Botticino                                     | 8.             |
| Benedetta Piscitelli | 18  | 176 cm  | Curti                                         | 7.             |
| Rossella Bersani     | 18  | 176 cm  | San Mauro Pascoli                             | 6.             |
| Bruna Ndiaye         | 20  | 175 cm  | Palazzolo sull'Oglio (originaria del Senegal) | 5.             |
| Ilaria Tiburzi       | 22  | 174 cm  | Foligno                                       | 4.             |
| Francesca Regorda    | 20  | 173 cm  | Lodi                                          | 3.             |
| Ginevra Ficari       | 18  | 179 cm  | Firenze                                       | 2.             |
| Alice Taticchi       | 20  | 184 cm  | Perugia                                       | Vincitrice     |

## Ordine di chiamata
| Ordine | Episodi     | Episodi     | Episodi     | Episodi     | Episodi     | Episodi     | Episodi     | Episodi     | Episodi     | Episodi     | Episodi   | Episodi   | Episodi   | Episodi |  |
| Ordine | 1           | 1           | 2           | 3           | 4           | 5           | 6           | 7           | 8           | 9           | 10        | 11        | 12        | 12      |  |
| ------ | ----------- | ----------- | ----------- | ----------- | ----------- | ----------- | ----------- | ----------- | ----------- | ----------- | --------- | --------- | --------- | ------- |  |
| 1      | Rossella G. | Benedetta   | Ginevra     | Rossella. B | Francesca   | Alice       | Bruna       | Ilaria      | Alice       | Ilaria      | Francesca | Francesca | Alice     | Alice   |  |
| 2      | Ilaria      | Rossella B. | Adriana     | Benedetta   | Ilaria      | Rossella B. | Ilaria      | Rossella B. | Ilaria      | Bruna       | Ilaria    | Alice     | Ginevra   | Ginevra |  |
| 3      | Bruna       | Alice       | Ilaria      | Rossella G. | Alice       | Adriana     | Ginevra     | Ginevra     | Francesca   | Alice       | Ginevra   | Ginevra   | Francesca |         |  |
| 4      | Lorenza     | Ginevra     | Beatrice    | Alice       | Veronica    | Ilaria      | Benedetta   | Alice       | Bruna       | Ginevra     | Alice     | Ilaria    |           |         |  |
| 5      | Elizabeth   | Giulia      | Francesca   | Adriana     | Rossella B. | Francesca   | Alice       | Francesca   | Rossella B. | Francesca   | Bruna     |           |           |         |  |
| 6      | Veronica    | Ilaria      | Rossella B. | Veronica    | Bruna       | Ginevra     | Rossella B. | Bruna       | Ginevra     | Rossella B. |           |           |           |         |  |
| 7      | Giulia      | Beatrice    | Valeria     | Francesca   | Ginevra     | Benedetta   | Francesca   | Benedetta   | Benedetta   |             |           |           |           |         |  |
| 8      | Ginevra     | Rossella G. | Veronica    | Ilaria      | Adriana     | Valeria     | Valeria     | Valeria     |             |             |           |           |           |         |  |
| 9      | Benedetta   | Francesca   | Bruna       | Ginevra     | Valeria     | Bruna       | Adriana     |             |             |             |           |           |           |         |  |
| 10     | Francesca   | Valeria     | Alice       | Bruna       | Benedetta   | Veronica    |             |             |             |             |           |           |           |         |  |
| 11     | Beatrice    | Veronica    | Rossella G. | Valeria     | Rossella G. |             |             |             |             |             |           |           |           |         |  |
| 12     | Adriana     | Bruna       | Benedetta   | Beatrice    |             |             |             |             |             |             |           |           |           |         |  |
| 13     | Alice       | Adriana     | Giulia      |             |             |             |             |             |             |             |           |           |           |         |  |
| 14     | Valeria     | Lorenza     |             |             |             |             |             |             |             |             |           |           |           |         |  |

     Concorrente eliminata
     Concorrente ritiratasi
     Concorrente scelta attraverso votazione internet
     Concorrente "Jolly"
     Concorrente precedentemente eliminata e rientrata in gara
     Vincitrice
- Nell'episodio 1, poco dopo la scelta delle finaliste, Elizabeth decide di lasciare la gara, venendo sostituita da Rossella Bersani

### Servizi
- Episodio 1: Autoscatti a tema
- Episodio 2: Sfilata per "Istituto Marangoni"
- Episodio 3: Photoshoot per pubblicità di un energy drink
- Episodio 4: Sfilata per Antonio Marras
- Episodio 5: Photoshoot in bikini e pellicce sulla neve
- Episodio 6: Photoshoot con urla e vento
- Episodio 7: Sfilata per Antonio Riva
- Episodio 8: Cowgirls
- Episodio 9: Pubblicità cellulari NGM
- Episodio 10: Photoshoot su un cavallo
- Episodio 11: Beauty shots con pittura
- Episodio 12: Photoshoot in stile anni '30 per Vanity Fair
- Episodio 12: Sfilata finale per Gianfranco Ferré